# ياكوفليف ياك-52
ياكوفليف ياك-52 (بالإنجليزية: Yakovlev Yak-52)‏ هي طائرة تدريب كان أول طيران لها في 1976.